# Наукове товариство студентів та аспірантів імені Олександра Оглоблина
Наукове товариство студентів та аспірантів імені Олександра Оглоблина факультету міжнародних відносин НаУОА (скорочена назва – НТО) – молодіжне наукове об’єднання, що функціонує на факультеті міжнародних відносин Національного університету «Острозька академія». Засноване у 2000 році. Товариство об’єднує кілька різнотематичних секцій, проводить всеукраїнські конкурси наукового спрямування серед учнівської та студентської молоді, організовує науково-методичні заходи для педагогічних працівників закладів загальної середньої та позашкільної освіти України.

## Історія Товариства
Наукове товариство студентів та аспірантів імені Олександра Оглоблина було створене восени 2000 року за ініціативи декана гуманітарного факультету Національного університету «Острозька академія» кандидата історичних наук, професора Віктора Володимировича Павлюка. Нині воно функціонує на факультеті міжнародних відносин (утворений у 2008 році). 
Спочатку на базі Товариства діяло три секції: історії України; історіографії та джерелознавства; країнознавства та міжнародних відносин. 
За ініціативи очільника наукового об’єднання Назара Анатолійовича Мартинюка було реорганізовано структуру Товариства. На сьогодні, у його складі діють 8 секцій (історії України; історіографії та джерелознавства; вивчення Острогіани та Волиніани; досліджень української діаспори; історії мистецтв; міжнародних відносин і світової політики; країнознавства та міжнародного туризму; молодіжна секція юних дослідників) та молодіжний клуб дослідників фарфору та фаянсу. 

## Діяльність НТО
Діяльність Товариства базується на проведенні регулярних засідань Колегії (Ради правління) та секцій. Традицією є щорічне проведення молодіжною науковою спільнотою регіональної наукової конференції «Актуальні питання історії та культури України і світу», видання збірника матеріалів конференції. Цей напрямок діяльності розвиває віце-президент НТО Ірина Леонідівна Поліщук.    
Керманич наукового об’єднання Н.А. Мартинюк ініціював видання студентського наукового журналу «Terra Incognita», англомовного студентського наукового збірника «Ad fontes», педагогічного щорічника «Мистецтво викладання: золоті зерна досвіду» (перший випуск щорічника презентує результати педагогічної творчості учителів з різних теренів України (Волинської, Кіровоградської, Рівненської, Херсонської, Хмельницької областей). У перші роки діяльності видавнича робота Товариства здійснювалась за фінансової підтримки відомого українського історика за кордоном, президента Українського історичного товариства  професора Любомира Винара.   
За підтримки декана факультету міжнародних відносин, директора НДЦ «Інститут досліджень української діаспори імені професора Любомира Винара» Національного університету «Острозька академія», доктора історичних наук, професора Алли Євгенівни Атаманенко із 2018 року проводиться Всеукраїнський молодіжний науковий симпозіум (у 2018 р. захід об'єднав 76 учасників із різних областей України; у 2019 р. відбувався у два дні та згуртував 123 учасників із 10 областей України). 22 грудня 2020 року відбулася Міжнародна наукова конференція "Глобальні виклики. Досвід Центрально-Східної Європи", яка була організована Науковим колом докторантів "Ucrainica" (Республіка Польща) у співпраці з НДЦ "Інститут досліджень української діаспори імені професора Любомира Винара" та Науковим товариством студентів та аспірантів імені Олександра Оглоблина факультету міжнародних відносин Національного університету "Острозька академія". Захід відбувся за підтримки Фонду "Наш вибір" (Республіка Польща), Українського дому у Варшаві та під патронатом Посольства України в Республіці Польща.   
Робота Товариства повсякчас висвітлюється на сторінках ЗМІ різного рівня у багатьох куточках України. Останніми роками інформаційна діяльність НТО покращилась завдяки керівнику його інформаційного підрозділу Дмитру Андрійовичу Стретовичу.  
Ще один вектор роботи Товариства – проведення всеукраїнських наукових конкурсів серед учнівської та студентської молоді. Усі інтелектуальні змагання є тематично різноманітними й мають творчий характер (всеукраїнський конкурс наукового есе «100-річчя української дипломатії: вчора, сьогодні, завтра»; всеукраїнський конкурс фоторобіт «Історія в об’єктиві сьогодення»; всеукраїнський конкурс-краєзнавча експедиція «Стежинами рідного краю»; всеукраїнський конкурс-мистецтвознавча експедиція «Історія порцеляни в об’єктиві дослідника» та ін.). Традиційними є конкурси, присвячені історії світового українства, які проводяться за сприяння та посильної допомоги НДЦ «Інститут досліджень української діаспори імені професора Любомира Винара» Національного університету «Острозька академія» (наприклад, всеукраїнський конкурс «Закордонне українство: вчора, сьогодні, завтра», всеукраїнський конкурс творчих робіт англійською мовою «Видатні постаті закордонного українства»). Товариство допомагає у реалізації інтерактивного проєкту "Нашого цвіту - по всьому світу" (про який неодноразово йшлося у найстаршій україномовній газеті в світі «Свобода»).  
Ще одним напрямком діяльності – організація науково-методичних зустрічей із педагогічними працівниками, які проводяться в інноваційних формах (науково-методична експедиція; педагогічний ФЛЕШ-меседж; освітній консалтинг тощо). 
Товариство співпрацює із  українською дослідницею історії порцеляни Людмилою Карпінською-Романюк. Спільними зусиллями проводяться виставки порцеляни (у співпраці із музеями). Популяризує цю сферу діяльності керівник молодіжного клубу дослідників історії фарфору та фаянсу Назар Володимирович Приймак.
Упродовж багатьох років Товариство налагодило дружні контакти та співпрацює із Будинком творчості школярів Полонської міської ради ОТГ. Спільними зусиллями обох сторін реалізовуються освітянські проєкти.